# Nihil sine Deo
Nihil sine Deo, est une formulation latine, traduisible par : « rien sans Dieu ». Elle est utilisée comme devise par la famille royale allemande et roumaine Hohenzollern-Sigmaringen.

## Utilisation
Cette formulation a été la devise nationale de plusieurs États dirigés par la Maison de Hohenzollern-Sigmaringen :
- Principauté de Hohenzollern-Sigmaringen (1576-1849).
- Principauté de Roumanie (1859-1881), utilisée de 1866 à 1947.
- Royaume de Roumanie (1881-1947).

## Description
La devise a été affichée dans la salle d'armes du château de Peleș. En 2009, un prix a été annoncé par l'ancien roi Michel Ier de Roumanie, nommé d'après cette devise.

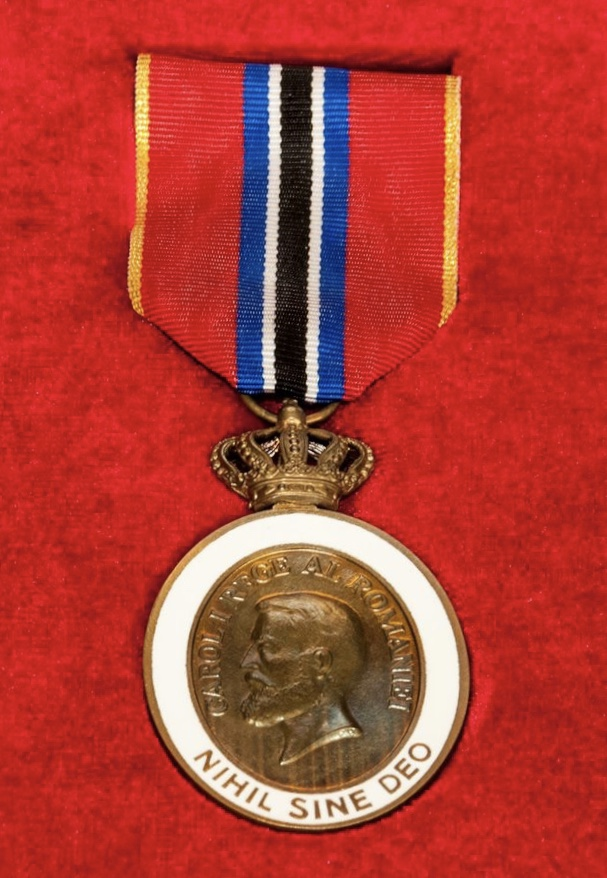
La Décoration Royale de Nihil sine Deo de la maison royale de Roumanie instituée par l'ancien roi Michel de Roumanie, le 30 décembre 2009. Elle représente le premier Roi de Roumanie, Carol Ier, pour symboliser la durabilité de sa lignée.

## Proposition de retour comme devise de la Roumanie
En 2013, il y eut une proposition de réinscription de la devise "Nihil sine Deo" dans la constitution roumaine. Cette proposition irait dans une logique historique et traditionnel ; ce serait aussi une formule symbolique et prestigieuse pour la Roumanie. Le comité de révision de la Constitution a cependant rejeté cette proposition, celle-ci ayant reçue 11 voix "pour" et 8 voix "contre", ce qui n'est pas assez pour faire adopter une motion, la majorité devant être à deux tiers de voix "pour". Les arguments en défaveur de l'amendement portent sur le fait que cela créerait un véritable problème juridique et moral : elle fait en effet référence à un autre type de régime et renvoie à la foi chrétienne, qui bien que majoritaire dans le pays se doit d'être non-affiliée à l'État roumain.